# Grauet de Valielles
El Grauet (conegut també com a Grauet de Valielles.) és una collada de 1.172,1 metres d'altitud a cavall dels termes municipals de Guixers, al Solsonès i de Montmajor, al Berguedà. En aquest darrer cas, en el seu enclavament de Valielles.

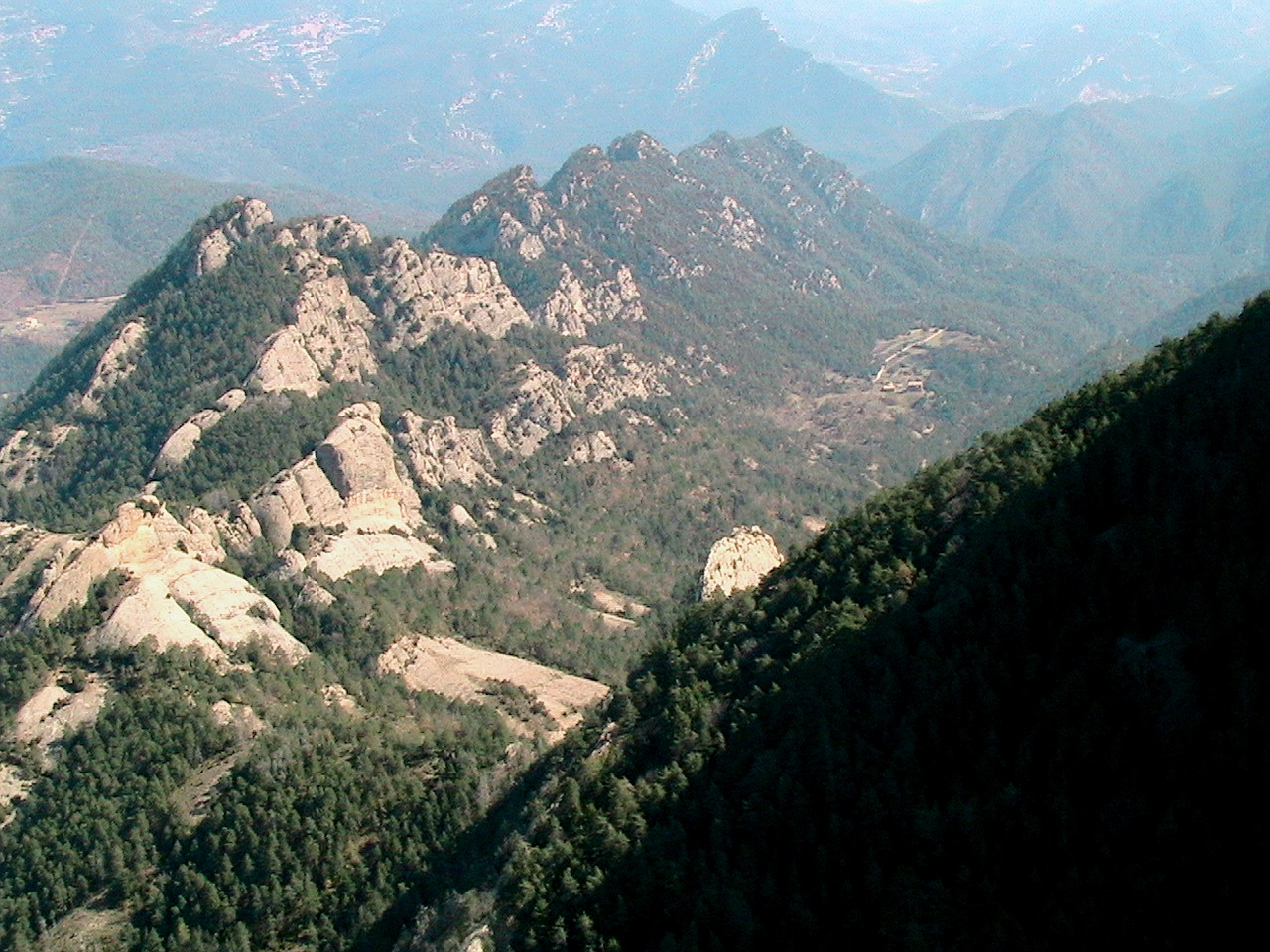
Serra de Valielles. (Imatge amb anotacions)

Està situat a la Serra de Valielles, al sector oriental de la Serra dels Bastets. És un coll que s'obre entre el Tossal de la Viuda i el Tossal Gran. Comunica la vall de l'Aigua de Valls (Vall de Lord) amb la vall de Valielles (Montmajor). És, per tant, partió d'aigües entre l'Aigua de Valls i l'Aigua d'Ora alhora que frontera entre el Solsonès i el Berguedà.